# Litevské umělecké muzeum
Litevské umělecké muzeum (litevsky Lietuvos dailės muziejus) bylo založeno roku 1933, původně jako městské muzeum Vilniusu. První výstava se konala roku 1941 a až do roku 1966 se muzeum jmenovalo Státní umělecké muzeum Vilniusu. Roku 1997 získalo status nadregionálního muzea podřízeného přímo ministerstvu kultury. Dnes jde o největší litevskou sbírku umění, spravující přes 40 tisíc uměleckých děl a řídící řadu vedlejších muzeí. K nim patří Národní umělecká galeria, Obrazová galerie, Muzeum užitého umění ve Starém arsenálu a Radziwilský palác (vše ve Vilniusu), dále Muzeum jantaru (Palanga), Pranasova-Domšaitisova galerie a Muzeum hodin (Klaipėda) a výstavní síň v Juodkrantė.